# Јужна летећа веверица
Јужна летећа веверица (лат. Glaucomys volans) је врста сисара из реда глодара и породице веверица (Sciuridae). Припада племену летећа веверица (Pteromyini). Њено природно станиште су листопадне и мешовите шуме. Насељава подручје Северне Америке исток САД и крајњи југоисток Канаде, а изоловане популације постоје и у Мексику, Гватемали и Хондурасу.

## Опис
Крзно јужне летеће веверице са горње стране тела је сиво-смеђе, бокови су тамносмеђи, а са доње стране тела крзно је крем боје. Очи су велике, а реп спљоштен. Такође, карактерише је и танка мембрана обрасла длаком, која се протеже између предњих и задњих екстремитета тако да омогућава овој врсти веверица да „лебди” и „лети” између грана. Достиже дужину (са репом) од 21 – 26 cm, а сам реп може бити дуг 8 – 12 cm. Ноћна је животиња, које се ретко може видети на тлу. 
Облик и величина тела ових веверица у потпуности је прилагођена условима живота у шуми. То су витке животиње с израженим дугим екстремитетима и дугим китњастим репом. Добро развијени мишићи, поготово на екстремитетима, омогућују им добро приањање и пењање уз дрвеће, а мембрана, која се према потреби може раширити између екстремитета, омогућава „лет”. Реп је спљоштен те им служи приликом „лебдења” и усмерава у „лету”.

## Угроженост
Ова врста није угрожена јер има широко распрострањење. Јужне летеће веверице успевају да побегну од непријатеља јер су брзе, окретне, пењу се уз дрво и далеко могу да одскоче. Главни непријатељи су јој: јастреб, сова, дивља мачка, ласица, ракун и змија.

## Распрострањеност и станиште
Јужна летећа веверица (лат. Glaucomys volans) је присутна у Канади, САД, Мексику, Хондурасу и Гватемали.
Станишта врсте су листопадне шуме и мешовите шуме.

## Начин живота
Јужна летећа веверица прави гнезда у шупљинама дрвећа. Женка окоти 2-3 на југу а 3-4 младунца на северу ареала. Животиња се храни инсектима у пролеће, а орасима, воћем и семеном у осталом делу године.

## Размножавање
Јужна летећа веверица у току године може имати и два легла. Женке формирају мале групе 20 дана пре рађања. Период гравидности је 40 дана. Окоти се 2-7 младунаца који су слепи, глуви и розикасти. Телесна тежина на рођењу је између 3 и 5 грама. Младунче је потпуно прекривено крзном прве 2 недеље; очи почињу да им се отварају након 4 недеље старости. Период сазревања је око 8 недеља, са 60 дана постају отпорнији на природне услове и почињу да уче да лете. Мајка их надгледа и ако се деси да падну, врати их у гнездо. У почетку, она их учи како да полете и безбедно слете. Мужјаци не помажу у збрињавању младунчади. Када постану мало старији, крећу са мајком у ноћну шетњу и потрагу за храном. Мајка брине о њима до следећег пролећа.

## Начин исхране
Јужне летеће веверице, што се исхране тиче, нису избирљиве. Једу скоро све: орахе, семе, воће, лишајеве, печурке, млади изданке, инсекте, пауке, јаја и младе птице. Имају велике очи, и оштар вид. Такође имају истанчан слух и осетљиве бркове на основу којих бирају храну.

## Подврсте
Научници тренутно препознају 11 подврста јужне летеће веверице:
1. Glaucomys volans volans Linnaeus, 1758 - североисток САД и југоисток Канаде
2. Glaucomys volans hrast Bangs, 1896 - Флорида и Џорџија
3. Glaucomys volans saturatus AH Howell, 1915 - Флорида и Џорџија
4. Glaucomys volans texensis A. H. Howell, 1915 - источни Тексас
5. Glaucomys volans chontali Goodwin, 1961 - Оахака
6. Glaucomys volans goldmani Nelson, 1904 - Чијапас и Гватемала
7. Glaucomys volans guerreroensis Diersing, 1980 - Гереро
8. Glaucomys volans herreranus Goldman, 1936 - Веракруз
9. Glaucomys volans madrensis Goldman, 1936 - Чивава
10. Glaucomys volans oaxacensis Goodwin, 1961- Оахака
11. Glaucomys volans underwoodi Goodwin, 1936 - Хондурас

## Занимљивости
Летеће веверице, захваљујући специјалним кожним мембранама које им повезују предње и задње ноге, могу да изведу продужене скокове са једног дрвета на друго чак и у дужини од 60 метара. Узимајући у обзир величину саме веверице која не прелази 60 цм (без подједнако дугачког репа) закључује се да су летеће веверице у стању да прескоче сто пута већу дужину него што су саме дугачке.